# Vernonia nyassae
Vernonia nyassae là một loài thực vật có hoa trong họ Cúc. Loài này được Oliv. miêu tả khoa học đầu tiên năm 1881.